# Cavallets (entremès)

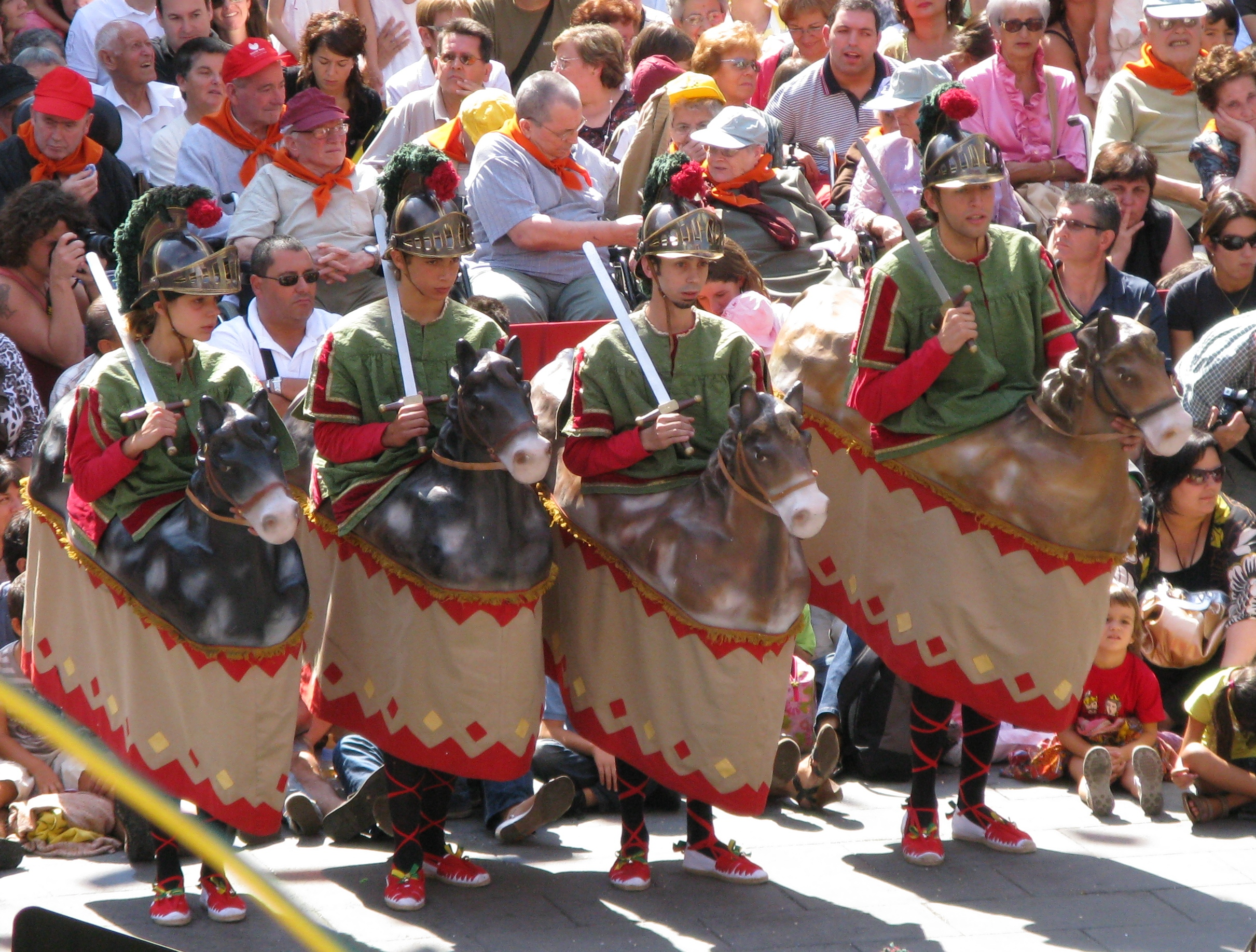
Els cavallets d'Olot

Els cavallets, cavalls, cavallins o cotonines, són una figura del bestiari popular dels Països Catalans. És un conjunt de figures animades o entremès de caràcter grupal en què la totalitat o part dels balladors figuren anar dalt d'un cavall tot passejant i ballant. Els pobles on hi ha cavallets són Pollença, Betlem i Alcúdia. També en la Península hi ha més pobles com per exemple Gandia (València). Els cavallets són un element que forma part del seguici popular de les festes majors i altres celebracions tradicionals de certes ciutats i pobles. Cal destacar els següents: 
- Turcs i cavallets de Berga
- Cavallets Cotoners de Barcelona
- Cavallets d'Olot
- Ball de cavallets de Sant Feliu de Pallerols
- Ball de cavallets de Reus
- Cavallets de Solsona[1]